# Sage vom Teufelstisch
Die Sage vom Teufelstisch betrifft den Teufelstisch bei dem zu Hinterweidenthal gehörenden Weiler Kaltenbach im Pfälzerwald (Rheinland-Pfalz). Die markante Felsformation zählt zu den landschaftlichen Wahrzeichen der Pfalz und hat die Naturdenkmalnummer ND-7340-241.

## Geologischer Hintergrund
Der Teufelstisch ist ein Pilzfelsen aus Buntsandstein, der an einen einbeinigen Tisch erinnert. Durch Erosion wurden die ihn umgebenden weicheren Oberflächenbestandteile abgetragen, während der harte Felskern stehen blieb. Gerade im Dahner Felsenland, wie die Region genannt wird, die dort nach Süden hin beginnt, sind derart auffällig geformte Felsen recht häufig.

## Die Sage vom Teufelstisch
Die örtliche Sage von der Entstehung erzählte der Pfälzer Mundart- und Heimatdichter Johann Martin Jäger alias „Fritz Claus“ (1853–1923) in einem 1884 entstandenen Gedicht:

| Im Kaltenbacher Tale Ein Tisch von Felsen steht. Dort saß der Teufel beim Mahle. Hört, wie die Sage geht: Einst schritt in jenem Walde Durch nächt’ges Dunkel schnell Hinauf die Bergeshalde Ein finsterer Gesell. Hell lodert in seinen Blicken Unheimlich wilde Hast. Nun will er sich erquicken, Er schaut nach guter Rast. Umsonst! Kein Stein zum Sitzen, Kein Tisch zum nächt’gen Mahl. Vor Zorn seine Augen blitzen Hin über Berg und Tal. Da – wie mit Blitzesschnelle Packt jetzt zwei Felsen frisch Der grimmige Geselle Und stellt sie auf als Tisch. Nachdem er dran gegessen, Ging durch die Nacht er fort. Den Tisch, wo er gesessen, Den ließ er einfach dort. | Das war ein ängstlich Schauen Des Morgens drunten im Tal! Ein jeder sprach mit Grauen: „Dort hielt der Teufel Mahl!“ Nur einer voller Zweifel Die Andern hell verlacht: „Ich geh“, spricht er, „zum Teufel Zum Mahle dort heut Nacht!“ Man warnt ihn in der Runde, Er lacht und geht. Vom Turm Tönt laut die zwölfte Stunde – Da! – Welch ein Wind! Ein Sturm? Und jetzt? – Was ist geschehen? Welch grässlicher Todesschrei! Entsetzt die Lauscher stehen: „Mit dem dort ist’s vorbei!“ Der Keckste nimmer weilte Vorm Dorfe länger draus; Er schlug ein Kreuz und eilte Leis schauernd fort nach Haus. |

Vertont wurde die Sage im Februar 2021 durch den Pfälzer Mundartdichter Hermann Josef Settelmeyer im Zusammenhang mit dem 30 Geotope³-Projekt der DGGV.